# Vélo tout-terrain

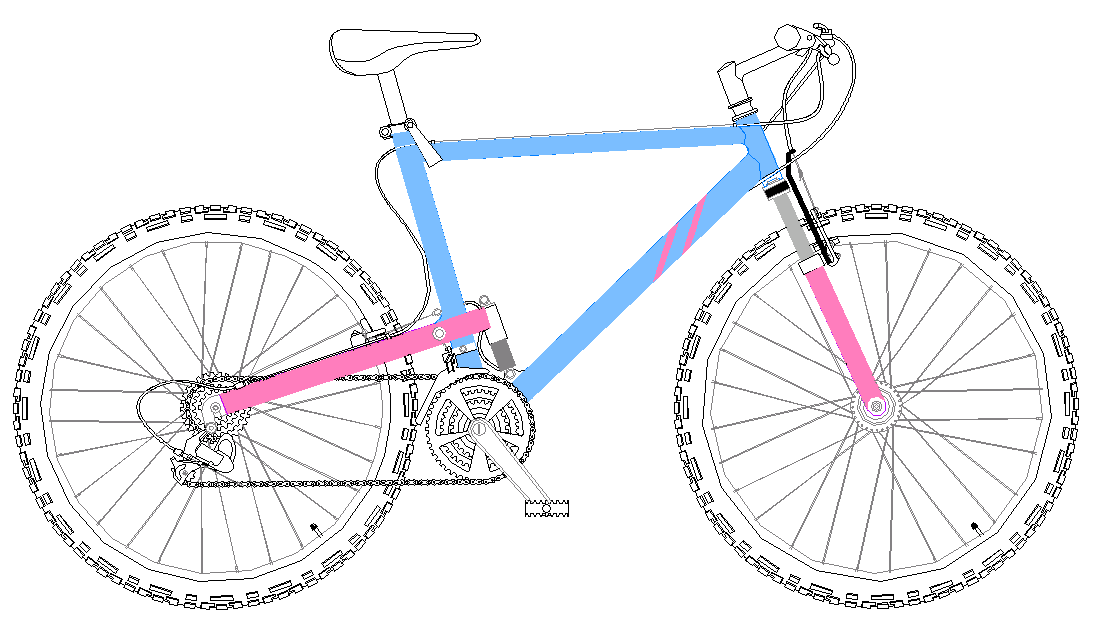
VTT doté d'une suspension avant et arrière.

Pour les articles homonymes, voir VTT.
Cet article concerne le matériel. Pour la pratique sportive, voir Cyclisme tout-terrain.
Le vélo tout-terrain, souvent abrégé en VTT, parfois appelé vélo de montagne par traduction de l'anglais mountain bike, est un vélo destiné à une utilisation sur terrain accidenté, hors des routes goudronnées. Il sert à diverses pratiques du cyclisme tout-terrain, dont des disciplines sportives réglementées par l'Union cycliste internationale. Les pratiquants peuvent être nommés « vététistes », « enduristes » ou « pilotes » en fonction du type de pratique.
Ce type de vélo est apparu aux États-Unis au milieu des années 1970 afin d'organiser des épreuves de descente en montagne.

## Histoire

Premier vélo tout-terrain (VTT), Schwinn des années 1940 modifié en 1976 par Gary Fisher avec dérailleurs avant et arrière.

Avant l'apparition du terme et du concept de vélo tout-terrain, des vélos étaient utilisés pour rouler hors des routes, parfois même de manière structurée au sein de clubs sportifs, comme au Vélo cross club parisien dans les années 1950[réf. nécessaire]. L'apparition de vélos conçus spécifiquement pour pouvoir rouler en terrain accidenté remonte au milieu des années 1970 aux États-Unis.
Un groupe de passionnés adapte alors des vélos de type cruiser, proches des vélos de plage — en particulier le modèle Excelsior de la marque américaine Schwinn — pour les utiliser dans les montagnes du comté de Marin en Californie. Des descentes chronométrées sont organisées. Elles sont appelées Repack Race, en référence à la nécessité de regraisser les moyeux à tambour qui surchauffent pendant la descente.
Joe Breeze est reconnu comme le premier artisan à avoir construit un vélo uniquement destiné au tout-terrain. Mais c'est Tom Ritchey qui lance la première fabrication en série, en créant la marque Fisher MountainBikes en 1979, avec Gary Fisher et Charlie Kelly.
Les premiers championnats du monde officieux de VTT se déroulent à Villard-de-Lans en 1987 (400 compétiteurs venant de 10 pays). Trois ans plus tard, les premiers championnats du monde officiels de VTT, cross-country et descente, se déroulent en 1990 à Durango dans le Colorado.
En France, les premiers VTT, provenant du Canada, font leur apparition à La Plagne en 1983, lors d'une présentation organisée par Stéphane Hauvette, fondateur de l'Association française du mountain bike (AFMB).
La première course de VTT en France est le Roc d'Azur en 1984. Les premiers VTT français datent de cette même année. Ce sont le VTT1 fabriqué par Peugeot et le Tracker de MBK.
En 1988 l'AFMB devient la Commission nationale VTT au sein de la Fédération française de cyclisme.
Le VTT fait sa première apparition aux Jeux olympiques à Atlanta en 1996 avec la discipline cross-country.
Le VTT connaît un succès fulgurant durant les années 1990 avec de très nombreux pratiquants[réf. nécessaire], des équipes de compétition dotées de très gros moyens et des innovations techniques à foison. Cet engouement ne dure pas et, après avoir connu une légère crise de popularité au début des années 2000, le VTT est aujourd'hui considéré comme un sport ayant atteint sa maturité mais en perpétuelle évolution technique[réf. nécessaire]. Alors qu'à ses débuts le VTT attirait surtout des cyclistes à la recherche d'un « sport nature », il attire aussi maintenant de jeunes pratiquants urbains et péri-urbains amateurs de pratiques acrobatiques sur des terrains aménagés (terrains de bosses, constructions, etc.).

## Matériel
Le cadre est en acier, en aluminium renforcé, en carbone ou en titane.

### Configuration générale
Dans leurs premières années d'existence, les VTT étaient tous semblables. Puis la diversification des disciplines a conduit à diversifier et spécialiser le matériel. Historiquement, le VTT est un vélo équipé de roues de 26 pouces de diamètre, avec des pneus larges et crantés, montées sur un cadre renforcé (souvent en alliage à base d'aluminium, mais aussi en acier, en titane ou en composite avec des fibres de carbone) et équipé de suspensions avec amortisseurs à l'avant (au niveau de la fourche avec par exemple fourche hydraulique) et souvent aussi à l'arrière (peut être incorporé dans le cadre). Les amortisseurs peuvent être réglés selon le poids du pratiquant. Le cintre, ou guidon, est droit et plutôt large pour améliorer le pilotage dans les virages.
Bien que cette description représente le stéréotype du VTT, elle n'est pas toujours juste. Ainsi, il existe aujourd'hui de plus en plus jusqu'à devenir la norme, des VTT équipés de roues de 29 pouces de diamètre ainsi que de 27,5 pouces, compromis entre les deux tailles précédentes. Les pneus deviennent de plus en plus larges, d'où la nouvelle appellation de 29+ et 27,5+, qui correspondent à ces diamètres en largeur de plus de 2,6 pouces. La spécialisation de la pratique engendre des VTT toujours plus spécifiques, des vélos au cadre adapté qui peuvent par exemple accueillir des roues avec pneus de 3,8 pouces de large (96 mm) et plus pour les fatbikes, permettant d'évoluer plus facilement sur des milieux meubles comme le sable ou la neige. Tandis que les VTT de trial sont dépourvus de suspension, et même parfois de selle. En plus des cadres VTT et des roues, le choix de pneus permet de varier les pratiques. Comme pour la route, l'assistance électrique est proposée par les fabricants sur les vélos de randonnée : ce sont les VTTAE.

### Les unités de mesure du VTT
Le système métrique est rarement utilisé dans les appellations commerciales des éléments du VTT. C'est communément en pouces du système de mesure anglais que sont fournies les dimensions des cadres, les diamètres des roues, les sections des pneus, etc. Seuls les angles échappent au système anglo-saxon et sont mesurés en degrés du système sexagésimal international.
Au début des années 2000, les fabricants sont priés d'utiliser le système métrique - normalisé et indiscutable. Cependant, la tendance des fabricants de vélos complets est d'annoncer une taille de VTT estimée (c'est-à-dire approximative et non vérifiable) à partir des unités de mesure de l'industrie textile, selon le principe que la taille idéale d'un VTT équivaut à la taille des vêtements du cycliste : XS, S, M, L, XL, XXL, etc. Le consommateur y gagne en facilité de choix, mais y perd en fiabilité des mesures.
Les mesures des pneus VTT sont aussi le plus souvent données en pouces, mais la référence ETRTO est beaucoup plus précise. Il existe des guides pour trouver le bon pneu VTT selon la taille désirée.